# 新疆生产建设兵团第六师北塔山牧场
新疆生产建设兵团第六师北塔山牧场是中华人民共和国新疆生产建设兵团第六师下辖的一个牧场。始建於1952年，原名新疆軍區八一牧場，位于北纬44°59'20"～45°33'20"，东经90°16'45"～91°11'48"。

## 行政区划
新疆生产建设兵团第六师北塔山牧场下辖以下单位：
场部、畜牧一队、畜牧二队、畜牧三队、草建队、民族连和企业生活区。